# Oak Park (Illinois)
Oak Park é uma cidade localizada no estado americano de Illinois, no Condado de Cook.

## Geografia
De acordo com o United States Census Bureau tem uma área de 12,2 km², totalmente coberta por terra.

### Localidades na vizinhança
O diagrama seguinte representa as localidades num raio de 8 km ao redor de Oak Park.

## Demografia
Segundo o censo americano de 2000, a sua população era de 52.524 habitantes.
Em 2006, foi estimada uma população de 50.272, um decréscimo de 2252 (-4.3%).

## Personalidades
- Ernest Hemingway (1899-1961), prémio Nobel da Literatura de 1954
- John Robert Schrieffer (1931), prémio Nobel da Física de 1972

## Lista de marcos
A relação a seguir lista as entradas do Registro Nacional de Lugares Históricos em Oak Park. Aquelas marcadas com ‡ também são um Marco Histórico Nacional.
- Arthur Heurtley House‡
- Frank Lloyd Wright Home and Studio‡
- Frank Lloyd Wright-Prairie School of Architecture Historic District
- Frank Thomas House
- Gunderson Historic District
- Marshall Field and Company Store
- Masonic Temple Building
- Mrs. Thomas H. Gale House
- Oak Park Conservatory
- Oak Park Village Hall
- Pleasant Home‡
- Ridgeland-Oak Park Historic District
- Scoville Place
- Unity Temple‡
- Walter Gale House